# Red Sonja (Film)
Red Sonja ist ein US-amerikanischer Barbarenfilm von 1985 mit Brigitte Nielsen und Arnold Schwarzenegger in den Hauptrollen. Regie führte Richard Fleischer, das Drehbuch schrieben Clive Exton und George MacDonald Fraser. Der Film startete am 5. September 1985 in den deutschen Kinos. Deutschsprachiger Alternativtitel ist Die Rache der Schwertkämpferin.

## Handlung
Red Sonja widersetzt sich den Annäherungsversuchen der Königin Gedren und zerkratzt ihr das Gesicht. Daraufhin wird Sonjas Familie von den Schergen der Königin erschlagen und sie selbst vergewaltigt. In der folgenden Nacht hat Sonja eine Vision und schwört Rache.
In einem Tempel bereiten Priesterinnen die Vernichtung eines Talismans vor, dessen Zerstörungskraft zu gefährlich ist. Königin Gedren überfällt mit ihren Soldaten den Tempel, um den Talisman an sich zu bringen, der nur von Frauen gefahrlos berührt werden kann. Im Kampf gegen die Übermacht werden die Priesterinnen bis auf Sonjas Schwester Varna, die aus dem Tempel fliehen kann, getötet. Der Kämpfer Kalidor rettet die schwer verwundete Varna vor ihren Verfolgern und macht sich auf ihr Bitten auf die Suche nach ihrer Schwester.
Sonja, die von einem Großmeister die Kunst des Schwertkampfes gelernt hat, wird von Kalidor zu ihrer sterbenden Schwester gebracht. Sonja muss ihr versprechen, der Königin den zerstörerischen Talisman zu entreißen und ihn zu vernichten. Kalidor bietet seine Hilfe an, aber Sonja sagt, sie brauche keine Hilfe von einem Mann.
Auf dem Weg zu Gedrens Schloss trifft Sonja auf den kindlichen Prinzen Tarn, dessen Stadt die Königin mit Hilfe des Talismans zerstört hat. Er bittet sie, sich seiner neuen Armee anzuschließen, was sie ablehnt. In einem Duell tötet Sonja den Fürsten Brytag, danach sieht sie sich allein dessen Soldaten gegenüber. Kalidor, der ihr heimlich gefolgt war, hilft ihr gegen die Übermacht, wonach Sonja weiterreitet. Als Kalidor in einer Gefahrensituation wieder zu ihr stößt, offenbart er, dass die Lords von Hyrkanien vor Jahrhunderten den Talisman den Priesterinnen zur Aufbewahrung übergeben hatten und er der gegenwärtige Lord sei. Ursprünglich sollte er die Zerstörung des Talismans überwachen, schaffte es aber wegen einer zerstörten Brücke nicht rechtzeitig zum Tempel der Priesterinnen.
Sonja befreit Tarn aus der Hand von Banditen, gemeinsam mit dessen Diener und Kalidor gelangen sie in Gedrens Festung, in der die Energie des Talismans bereits nicht mehr kontrollierbar ist und eine große Erdspalte im Boden öffnet. Sonja stößt nach einem Schwertkampf Gedren und den Talisman in das Magma. Die vier können sich aus der Festung retten, bevor sie durch eine Lavaeruption zerstört wird. Sonja und Kalidor küssen sich in der letzten Szene.

## Synchronisation
Die deutschsprachige Synchronisation entstand bei der Rainer Brandt Filmproduktions GmbH, Berlin nach dem Dialogbuch sowie unter der Dialogregie von Rainer Brandt.
| Rolle                     | Schauspieler          | Synchronsprecher         |
| ------------------------- | --------------------- | ------------------------ |
| Red Sonja                 | Brigitte Nielsen      | Alexandra Lange          |
| Lord Kalidor              | Arnold Schwarzenegger | Thomas Danneberg         |
| Königin Gedren            | Sandahl Bergman       | Kerstin Sanders-Dornseif |
| Prinz Tarn                | Ernie Reyes, Jr.      | Gerrit Schmidt-Foß       |
| Falkon                    | Paul L. Smith         | Andreas Mannkopff        |
| Ikol                      | Ronald Lacey          | Harald Dietl             |
| Lord Brytag               | Pat Roach             | Michael Chevalier        |
| Varna                     | Janet Agren           | Katja Nottke             |
| Großmeister des Schwertes | Tad Horino            | Helmut Heyne             |
| Djart                     | Terry Richards        | Wolfgang Kühne           |
| Gedrens Hofzauberer       | Tutte Lemkow          | Lothar Köster            |

## Kritiken
Der Film erhielt überwiegend negative Kritiken. Das Filmkritik-Portal Rotten Tomatoes gibt für den Film 15 % positive Rezensionen an und er hat einen Metascore von 35 von 100 bei Metacritic.

„Brigitte Nielsen in ihrer ersten Kinorolle und Muskelmann Schwarzenegger sind die attraktiven Stars eines romantischen und auch komödiantischen Märchens.“

„Ein streckenweise arg primitiv geratener Fantasy-Film mit komödiantischen Zugaben und, immerhin, hervorragenden Landschaftsaufnahmen.“

„Ein Fantasy-Abenteuer mit komödiantischen Episoden und herrlichen Landschaftsaufnahmen.“

John J. Puccio kritisierte den Film auf www.dvdtown.com am 23. August 2004 als „pure Dummheit“ („pure silliness“), aber nicht dumm genug, um unterhaltsam zu sein. Er verglich den Film mit dem Film Conan der Zerstörer, bei dem Richard Fleischer ebenfalls die Regie führte. Puccio kritisierte die Darstellungen von Brigitte Nielsen und Arnold Schwarzenegger, die „schwerfällige“ Regie, die „uninspirierte“ Filmmusik, die Kostüme und die Spezialeffekte.

## Auszeichnungen
Brigitte Nielsen und Sandahl Bergman wurden im Jahr 1986 für die Goldene Himbeere nominiert.

## Hintergründe
- Die Figur der von Roy Thomas erdachten Red Sonja gab ihr Debüt 1973 im Heft 23 der Comicserie Conan der Barbar. Nach ihren ersten Soloabenteuern in Marvel Feature Heft 1–7 (1975/76) erhielt sie 1977 ihre eigene Ableger-Comicserie Red Sonja, die seither (bis 1995 bei Marvel Comics, zwischenzeitlich bei Blackthorne Publishing sowie Cross Plains und seit 2005 bei Dynamite Entertainment) mit Unterbrechungen bis heute fortgeführt wird.
- Die Produktionskosten des Films betrugen ca. 15 Millionen US-Dollar. Die Dreharbeiten fanden in Italien statt.[7]
- Ursprünglich sollte Red Sonja an die Conan-Reihe anschließen, doch aus lizenzrechtlichen Gründen konnte man den Namen „Conan“ nicht benutzen. Daher wurde die von Arnold Schwarzenegger gespielte Figur umbenannt.[8]
- Die Filme spielen im selben Universum wie die Conan-Filme, dem sog. Hyborischen Zeitalter (Hyborian Age). Schwarzeneggers Charakter Kalidor trägt zudem den Titel „Großer Lord von Hyrkania“ – dieses Reich wird auch in Conan der Zerstörer erwähnt.
- Seit 2009 ist eine Neuadaption des Red Sonja-Stoffes angekündigt.[9] Red Sonja erschien schließlich 2025.
- Richard Fleischer führte bereits bei Conan der Zerstörer die Regie, Sandahl Bergman spielte in Conan der Barbar Conans Geliebte Valeria und Pat Roach den Zauberer Toth-Amon in Conan der Zerstörer.
- Obwohl Brigitte Nielsen die namengebende Titelheldin verkörpert, ist Arnold Schwarzenegger auf nahezu allen Filmplakaten und Covermotiven prominenter platziert und wird auch in den Credits stets zuerst genannt.
- Der ursprünglich ausführlich gedrehte Beginn des Filmes wurde für die finale Fassung auf wenige Rückblenden zusammengekürzt. Sonja wird von ihrem im Sterben liegenden Bruder aus dem brennenden Haus gerettet, in dem sie gefesselt zurückgelassen wurde. Im offiziellen Trailer zum Film sind einige der geschnittenen Szenen noch enthalten.
- In der TV-Serie Conan, der Abenteurer mit Ralf Moeller von 1998 verkörperte Angelica Bridges in Folge 13 die Rolle der Red Sonja. Hier ist die Figur an den Kinofilm statt an die Comicvariante angelehnt.[10]